# ابراهیم‌آباد (پاکدشت)
ابراهیم‌آباد (پاکدشت)، روستایی از توابع بخش شریف‌آباد شهرستان پاکدشت در استان تهران ایران است.

## جمعیت
این روستا در دهستان شریف‌آباد قرار دارد و براساس سرشماری مرکز آمار ایران در سال ۱۳۹۰، جمعیت آن ۲۱۸۱ نفر (۷۰۶ خانوار) بوده‌است.